# Świstowy Szczyt
Świstowy Szczyt (słow. Svišťový štít, niem. Mittelgebirge, węg. Közép-hegység) – trójwierzchołkowy szczyt w głównej grani Tatr pomiędzy Dziką Turnią (Divá veža) a Graniastą Turnią (Hranatá veža).
Szczytowa grań masywu Świstowego Szczytu zawiera trzy, niemal równej wysokości kulminacje, spośród których najwyższy jest środkowy Pośredni Świstowy Szczyt (2385 m). Na wschód od niego znajduje się Mały Świstowy Szczyt (2383 m). Zachodni wierzchołek, czyli Wielki Świstowy Szczyt, od którego na północny zachód odchodzi Świstowa Grań, ma wysokość 2382 m. Przełączka między Wielkim, a Pośrednim Świstowym Szczytem to Świstowa Szczerbina, natomiast Pośredni i Mały Świstowy Szczyt rozdzielone są Świstowym Zawracikiem.
Od Świstowego Szczytu odchodzą w kierunku dolin dwie, krótkie granie:
- Świstowa Grań ze Świstowymi Turniami, rozdzielająca Dolinę Świstową (Svišťová dolina) i dolinę Rówienki (Rovienková dolina) należące do systemu Doliny Białej Wody (Bielovodská dolina). Najbliższą turnią od wierzchołka Świstowego Szczytu jest Świstowy Róg, oddzielony Przełęczą pod Świstowym Rogiem.
- Świstowy Grzbiet, rozdzielający Dziką Kotlinę (Divá kotlina) i Kotlinę pod Rohatką od niższych pięter Doliny Staroleśnej[3].

Od masywu Dzikiej Turni, w którym najbliższą turnią jest Czerwony Mnich, Świstowy Szczyt jest oddzielony Dziką Przełęczą (Predné Divé sedlo). Pomiędzy szczytami Świstowym i Jaworowym w głównej grani Tatr znajdują się kolejno m.in.:
- Złotnikowa Ławka (Svišťová lávka),
- Złotnikowa Kopa (Svišťová kopa),
- Świstowa Przełęcz (Svišťové sedlo, 2192 m),
- Złotnikowa Czuba (Rovienková stena),
- Złotnikowe Wrótka (Rovienková priehyba),
- Graniasta Turnia (Hranatá veža, 2261 m),
- Graniasta Przełęcz (Vyšné Rovienkové sedlo, 2235 m),
- Rówienkowa Turnia (Rovienková veža, 2272 m),
- Rówienkowa Przełęcz (Rovienkové sedlo, 2230 m),
- Krzesany Róg (Kresaný roh, 2305 m),
- przełęcz Zawracik Rówienkowy (Malý Závrat, 2270 m),
- Mały Jaworowy Szczyt (Malý Javorový štít, 2380 m),
- przełęcz Rozdziele (Javorová škára, 2330 m)[3].

Pierwsze znane wejście na szczyt: August Otto i przewodnik Johann Hunsdorfer (senior) 20 lipca 1897 r. Prawdopodobnie jednak na szczyt już wcześniej wchodzili kartografowie i myśliwi. Zimą jako pierwszy wszedł (na nartach) Gyula Komarnicki 16 lutego 1913 r. Wejście na szczyt jest łatwe, a widok z niego rozległy, jednakże szczyt nigdy nie był popularny wśród turystów. Obecnie dla turystów jest niedostępny (nie prowadzą na niego szlaki turystyczne). Nazwa szczytu pochodzi od Doliny Świstowej. W literaturze szczyt wymieniany był jako Świstowe Turnie (1877), Świstowa (1886), Świstowa Turnia (1900 i 1903), Świstowy Wierch (1904), obecna nazwa występuje od 1912.